# Lacs des Loups Marins
Die Lacs des Loups Marins (französisch für „Seehunde-Seen“, englisch auch Lower Seal Lake) sind ein Seengeflecht in der Region Nunavik in Nord-du-Québec im Norden der kanadischen Provinz Québec.

## Lage
Das Gewässer liegt etwa 150 km östlich der Hudson Bay und etwa 20 km nordöstlich des Lac à l’Eau Claire im Parc national Tursujuq. Der See wird vom Fluss Rivière Nastapoka nach Westen hin zur Hudson Bay entwässert.
Seine Oberfläche liegt auf 249 m Höhe, seine Wasserfläche umfasst 499 km² (einschließlich Inseln 576 km²), nach anderen Quellen 484 km².

## Etymologie
Namensgebend für die Lacs des Loups Marins sind eine hier vorkommende Population von Ungava-Seehunden (Phoca vitulina mellonae), der einzigen Seehunde-Unterart, die im Süßwasser lebt.